# SP-349
A SP-349 é uma rodovia transversal do estado de São Paulo, administrada pelo Departamento de Estradas de Rodagem do Estado de São Paulo (DER-SP).

## Denominações
Recebe as seguintes denominações em seu trajeto:
Nome:	Francisco de Assis Bosquê, Prefeito, Rodovia
- De - até:	Garça - Álvaro de Carvalho
- Legislação: LEI 12.747 DE 14/11/2007

Nome:	Mamede de Barreto, Rodovia
- De - até:	Álvaro de Carvalho - SP-333
- Legislação:	LEI 2.685 DE 30/12/80

## Descrição
Principais pontos de passagem: SP 331 - Garça - Álvaro de Carvalho - SP 333 (J. Mesquita)

## Características

### Extensão
- Km Inicial: 0,000
- Km Final: 42,493

### Localidades atendidas
- Gália
- Garça
- Álvaro de Carvalho
- Júlio Mesquita